# Latirostrum japonicum
Latirostrum japonicum là một loài bướm đêm trong họ Noctuidae.